# Paul Goodwin
Pour les articles homonymes, voir Goodwin.
Paul Goodwin est un hautboïste et chef d'orchestre britannique né le 2 septembre 1956 à Warwick. 

## Biographie
Paul Goodwin naît le 2 septembre 1956 à Warwick,.
Il étudie à l'Université de Nottingham et travaille le hautbois baroque à la Guildhall School of Music and Drama de Londres puis à la Hochschule für Musik de Vienne en 1981 et 1982.
À partir de 1983, il est premier hautbois de l'English Concert, et s'impose comme un interprète de premier ordre sur instruments d'époque. Il se produit en soliste et réalise de nombreux enregistrements. Goodwin est premier hautbois de l'Academy of Ancient Music, en 1985 et 1986, des London Classical Players, entre 1985 et 1994, du King's Consort, de 1989 à 1994, et de l'Orchestra of the Age of Enlightenment, entre 1989 et 1992.
En 1995, Paul Goodwin est nommé chef d'orchestre associé de l'Academy of Ancient Music et partage son temps entre l'interprétation et la direction d'orchestre, avant de se consacrer exclusivement à ses activités de chef d'orchestre. À la tête de l'Academy of Ancient Music, il se produit aux Proms et effectue des tournées en Europe, dirigeant notamment Zaide de Mozart et des œuvres de Schütz et Monteverdi.
En 1999, il devient premier chef invité de l'English Chamber Orchestra, avec lequel il enregistre des œuvres de Mendelssohn, Elgar et Amy Beach. Comme chef invité, Goodwin dirige également des orchestres tels que le Swedish Chamber Orchestra, le St Paul Chamber Orchestra et le City of Birmingham Symphony Orchestra. Il se produit également comme chef d'orchestre d'opéra, dirigeant Le nozze di Figaro et Il re pastore de Mozart avec Opera North, Agrippina à Karlsruhe, Amadigi à l'Opéra-Comique à Paris, Poro au Festival Haendel de Halle et L'incoronazione di Poppea à Athènes.
Il organise des concerts réunissant des instruments anciens et de la musique contemporaine et commande plusieurs œuvres nouvelles, dont Eternity's Sunrise (créé au City of London Festival en 1998) et Total Eclipse (créé au City of London Festival en 2000) de John Tavener et une suite orchestrale de David Bedford, notamment. Goodwin se consacre également à des projets éducatifs et travaille régulièrement en Grande-Bretagne, en France et en Espagne avec des orchestres baroques et classiques d'étudiants.
En 2007, il reçoit le prix Haendel.